# JK21
JK21（ジェイケイ・トゥ・ワン）は、2008年4月に結成された関西地方を中心に活動する女性アイドルグループ。所属事務所はACT-21。「ご当地アイドル殿堂入り」。
JK21Rの妹的ユニットとして、2017年6月13日に始動したJK21Gについても、当記事にて記述する。

## 概要
『関西を元気にするアイドルたち』のコンセプトにより、2008年の夏に関西在住の女子中学・高校・大学生で結成。「JK21」のユニット名は、「JAPAN KANSAI 21世紀」の意味。
プロデューサーは元阪神タイガース投手で俳優の嶋尾康史。関西発！「おもろカワイイ」新時代のアイドルユニットを目指している。関西各地でのイベント出演はもちろん東京でのマンスリーライブも月1で実施、その他さまざまなイベントやテレビ番組に出演し、現在人気高騰中の大注目アイドルグループ！毎週火曜日、木曜日、週末には活動拠点であるスタジオアクトにて、ライブイベント「アトリエクラブ」を行っている。
2018年4月、結成10年を迎えて日本ご当地アイドル活性協会より『ご当地アイドル殿堂入り』に認定された。
2018年8月31日をもってJK21R解散。9月2日開催の「2018 Vol.182 JK21R ラスト・アトリエクラブ」が最後のライブとなった。JK21R解散後、森松侑杏は事務所に残りソロ活動を継続。JK21Rの妹的ユニットとして、2017年6月13日に始動したJK21Gも継続して活動していたが、朝比奈きらりが学業に専念する為、2019年12月15日開催の「アトリエクラブ・朝比奈きらりラストステージ・ソロ公演」をもって活動終了となった。

## アトリエクラブ
スタジオアクト（大阪市北区本庄西1-11-12）で行われているレギュラー公演。
- ひなざんまい：偶数週の火曜日 19:00～ 長谷川ひな、森松侑杏の2名が出演する1時間のステージ。コーナーを中心とした公演。ファンと一緒に行うゲームもある。公演後に物販特典のサイン会あり。
- 木曜アトリエクラブ：JK21Rと研究生・レッスン生による1時間のステージ。公演後に物販特典のサイン会あり。
- アトリエクラブ（土日祝）：1時間30分のステージ。公演後に物販特典のサイン会あり。昼と夜の2回公演を行うことが多い（変則あり）。1部と2部の通し割引あり。

アトリエクラブ（土日祝）のみ、公演2日前の午前0時よりメールにて予約をする事ができる。現在、座席数は63席の為、後ろの席でよければ整理番号がなくても入場可能。
スタンプカードがあり、1公演ごとに貰えるスタンプを10コ集めると、好きなメンバーとツーショット写真または集合写真を撮る事ができる。

## 東京ワンマンライブ「JK21やねん」
主に月末の土曜か日曜に行われる東京でのワンマンライブ。雰囲気はアトリエクラブと同じ、2部構成である。（変則有）

## 解散時のメンバー

### JK21R
大阪を拠点に活動。イメージカラーは赤。
| 名前       | よみ            | 愛称       | 生年月日       | 出身地 | 備考                                                             |
| ---------- | --------------- | ---------- | -------------- | ------ | ---------------------------------------------------------------- |
| 長谷川ひな | はせがわ ひな   | ひーちゃん | 1996年11月15日 | 大阪府 | 2014年10月1日に昇格 卒業後テンシメシ໒꒱に加入                    |
| 木山叶望   | きやま かのん   | かのん     | 1998年11月4日  | 大阪府 | 2015年5月31日に昇格                                              |
| 氷山まひろ | ひやま まひろ   | まひろん   | 1998年8月29日  | 大阪府 | 2015年7月26日(横峰りのん卒業公演)にて昇格発表 2015年8月1日に昇格 |
| 森松侑杏   | もりまつ ゆあん | ゆあん     | 1998年1月14日  | 福岡県 | 準メンバー 2017年6月19日にメンバー昇格                           |

### JK21G
JK21Rの妹的ユニットで、大阪を拠点に活動。イメージカラーは緑。
| 名前         | 愛称      | 生年月日      | 出身地 | 備考                      |
| ------------ | --------- | ------------- | ------ | ------------------------- |
| 朝比奈きらり | きらり☆彡 | 2001年7月16日 | 大阪府 | 2019年3月より桃色革命兼任 |

## 過去に存在していたグループ

### Lucky Mates（LM）
シブヤDOMINIONとのメンバー混成ユニット。
| 名前       | よみ            | 愛称       | 生年月日       | 出身地 | 備考                                                                                 |
| ---------- | --------------- | ---------- | -------------- | ------ | ------------------------------------------------------------------------------------ |
| 横峰りのん | よこみね りのん | のんたん   | 1995年12月22日 | 京都府 | JK21兼任                                                                             |
| 吉田みお   | よしだ みお     | みおみお   | 1996年5月29日  | 東京都 | シブヤDOMINION兼任 2013年9月8日卒業                                                  |
| 小島果帆   | こじま かほ     | かほきゅん | 1996年11月7日  | 愛知県 | シブヤDOMINION（名古屋）兼任 2014年2月9日卒業                                        |
| 川澄由依   | かわすみ ゆい   | ゆいちゃん | 1998年1月16日  | 奈良県 | JK21兼任 2013年9月29日卒業                                                           |
| 縣みりあ   | あがた みりあ   | みりちゅー | 1998年5月17日  | 愛知県 | シブヤDOMINION（名古屋）兼任 2014年2月9日卒業し、後にFYTでの活動に移行（現在解散）。 |
| 吉田桂華   | よしだ けいか   | けいかりん | 1999年2月25日  | 大阪府 | JK21兼任                                                                             |

## 卒業したメンバー(メジャーデビュー後のみ)

### JK21・JK21R
| 名前       | よみ              | 愛称       | 生年月日       | 出身地 | 卒業日         | 備考           |
| ---------- | ----------------- | ---------- | -------------- | ------ | -------------- | -------------- |
| 城島ゆかり | じょうじま ゆかり | じょーじ   | 1990年9月26日  | 大阪府 | 2012年6月30日  | 元リーダー     |
| 松田歩実   | まつだ あゆみ     | あゆみん   | 1993年8月4日   | 京都府 | 2012年6月30日  |                |
| 碧みさき   | あおい みさき     | 番長       | 1991年11月9日  | 滋賀県 | 2012年6月30日  | 元サブリーダー |
| 小笠原裕子 | おがさわら ゆうこ | おが       | 1997年11月4日  | 大阪府 | 2012年12月30日 |                |
| 川澄由依   | かわすみ ゆい     | ゆいちゃん | 1998年1月16日  | 奈良県 | 2013年9月29日  |                |
| 竹内星     | たけうち あかり   | あかりん   | 1997年1月7日   | 兵庫県 | 2014年1月18日  |                |
| 宮繁恵梨   | みやしげ えり     | しげさん   | 1993年6月19日  | 大阪府 | 2014年6月1日   | 元リーダー     |
| 新垣桃菜   | あらかき ももな   | ももな     | 1993年7月10日  | 奈良県 | 2015年3月29日  | 元リーダー     |
| 田中梨奈   | たなか りな       | きゅーりな | 1994年3月28日  | 大阪府 | 2015年5月31日  |                |
| 横峰りのん | よこみね りのん   | りのん     | 1995年12月22日 | 京都府 | 2015年7月26日  |                |
| 吉田桂華   | よしだ けいか     | けいかりん | 1999年2月25日  | 大阪府 | 2015年7月26日  |                |
| 東彩音     | あずま あやね     | とんちゃん | 1999年2月27日  | 京都府 | 2015年12月30日 |                |
| 前田鈴     | まえだ りん       | りんちゃん | 1999年5月15日  | 大阪府 | 2017年3月20日  | 元リーダー     |
| 藤澤涼子   | ふじさわ りょうこ | サワー     | 1999年4月12日  | 大阪府 | 2017年3月20日  |                |
| 友美乃     | ゆみの            | ゆみの     | 1994年12月27日 | 大阪府 | 2018年1月28日  |                |

### JK21G
| 名前 | 愛称     | 生年月日       | 出身地 | 卒業日        | 備考 |
| ---- | -------- | -------------- | ------ | ------------- | ---- |
| のん | のんのん | 2001年10月14日 | 大阪府 | 2017年9月30日 |      |

## 歴史
- 2008年4月 ACT-21が年初より催していたオーディションで選ばれた1期生8人により結成。
- 2008年8月3日 2期生のうち5人を加えた13人でオーサカキング2008ステージにてお披露目。
- 2008年9月10日 インディーズデビューシングル『花吹雪ハニーチップス』発売。
- 2008年10月11日 第1回アトリエクラブを開催。
- 2008年12月27日 第3回アトリエ(当時は月1日2回ステージ)で追加新メンバー発表で21人に。併せてプチJKの5人も発表。
- 2009年 関西テレビなんでもアリーナ(2月)や日本橋ストリートフェスタ(３月)でイベントを開催。
- 2009年4月 Kiss-FM KOBEで初の冠番組『JK21のAnything Goes』放送開始。
- 2010年12月15日テイチクレコードよりシングルCD『I・愛 KANSAI』でメジャーデビュー。
- 2012年6月30日 城島ゆかりの卒業をもって1期生全てがグループから消える。
- 2014年9月28日 ビクターエンタテインメント（VERSIONMUSIC）への移籍を発表。
- 2014年12月24日 移籍第一弾シングル『アフタースクール』を発売。
- 2015年12月30日 2016年1月より「JK21/RGB計画」を実施し、JK21R（大阪）・JK21G（東京）・JK21B（後日発表）の3箇所を拠点に活動していくと発表。
- 2017年6月13日 「JK21/RGB計画」の一環で、JK21Rの妹的ユニットとしてJK21Gの始動を発表。6月18日開催のアトリエクラブで初ステージ[5]。
- 2018年8月1日 ラストシングル『RED』を発売。
- 2018年9月2日 「2018 Vol.182 JK21R ラスト・アトリエクラブ」をもってJK21R解散。
- 2019年12月15日 「アトリエクラブ・朝比奈きらりラストステージ・ソロ公演」をもってJK21G活動終了。

## ディスコグラフィー

### CD未収録
- おいでよ明石
- ねっ。（研究生オリジナル、「おいでよ明石」はこの曲を改詞したもの）
- こんなに好きになるなんて（2015年8月30日 アトリエでの新曲披露無料ライブにて初披露）
- サンキュ（2016年2月14日 Happy Jam:3.05（カンテレホールなんでもアリーナ）にて初披露）

## タイアップ
| 楽曲                | タイアップ                                                               | 収録作品                                            |
| ------------------- | ------------------------------------------------------------------------ | --------------------------------------------------- |
| WIN!WIN! タイガース | 阪神タイガース承認応援歌                                                 | シングル「WIN!WIN! タイガース」                     |
| happy graduation    | アメリカ村芝居バトル入賞作品『happy graduation』エンディングテーマ       | アルバム「ちゃうねん!」                             |
| ちゃう×3            | 関西テレビ『アップ&UP!』2009年7月27日 - 2009年10月2日エンディングテーマ  | アルバム「ちゃうねん!」                             |
| Kiss                | Kiss-FM KOBE『JK21のAnything Goes』エンディングテーマ                    | アルバム「ちゃうねん!」                             |
| CHU♥天閣            | 関西テレビ『アップ&UP!』2010年1月7日 - 2010年4月2日エンディングテーマ    | アルバム「ちゃうねん!」                             |
| Anything Goes       | Kiss-FM KOBE『JK21のAnything Goes』テーマソング                          | アルバム「ちゃうねん!」                             |
| FOOTMAN             | MBSテレビ『執事喫茶にお帰りなさいませ』主題歌                            | アルバム「ちゃうねん!」                             |
| 恋のキセキ          | 関西テレビ『モモコのOH!ソレ!み〜よ!』2011年4 - 6月度エンディングテーマ   | シングル「恋のキセキ」 アルバム「JK21やねん」       |
| 恋のキセキ          | フジテレビ『ミューサタ』エンディングテーマ                               | シングル「恋のキセキ」 アルバム「JK21やねん」       |
| 恋のキセキ          | 関西テレビ『音エモン』2011年4月度POWER PUSH曲                            | シングル「恋のキセキ」 アルバム「JK21やねん」       |
| スイパラダンス      | スイーツパラダイス タイアップソング                                      | シングル「恋のキセキ」 アルバム「JK21やねん」       |
| 青空ワンピース      | 池田模範堂 ポケムヒ「ポケムヒ持って」篇 CMソング                         | シングル「恋のキセキ」 アルバム「JK21やねん」       |
| 涙目ピースサイン    | 読売テレビ『キューン!』2011年10月度エンディングテーマ                    | シングル「涙目ピースサイン」 アルバム「JK21やねん」 |
| 涙目ピースサイン    | 大阪あきない祭り2011キャンペーンソング                                   | シングル「涙目ピースサイン」 アルバム「JK21やねん」 |
| 七色リアル          | 関西テレビ『モモコのOH!ソレ!み〜よ!』2012年4 - 6月度エンディングテーマ   | シングル「七色リアル」                              |
| LUCKY TRIPPER       | 関西テレビ『ラッキー・トリッパー Idol オン・ザ・ラン』エンディングテーマ | アルバム「LUCKY TRIPPER 〜それぞれの夏〜」          |
| みゃー              | 関西テレビ『ラッキー・トリッパー Idol オン・ザ・ラン』エンディングテーマ | シングル「みゃー / レシピ」                         |
| アフタースクール    | テレビ神奈川『POP PARADE』2014年12月度オープニング&エンディングテーマ    | シングル「アフタースクール」                        |

## おもな出演

### テレビ
ドラマ
- 執事喫茶にお帰りなさいませ 第10話 「FOOTMAN」告知（毎日放送、2009年3月11日）[6]
- 誰も知らないJ学園（関西テレビ、2010年5月 - 7月）
- 風に向って走れ!〜芸大女子駅伝部〜 第3話（朝日放送、2010年5月23日） - 関西体育大学女子駅伝部員 役
- CONTROL〜犯罪心理捜査〜 第4話（フジテレビ、2011年2月1日） - 本人 役

その他
- 感謝!感激!カンテーレ!50年だよ おかげさまスペシャル（関西テレビ、2008年11月23日）
- ぶったま!（関西テレビ、2008年11月29日）
- オッチモ! 真・アイドルへの道 JK21地獄の連帯責任合宿（関西テレビ、2009年2月22日）

※唯一、21人全員に近い人数が出演したテレビ番組。しかしこの番組でも1人が欠席していた。
- Vへ発進! 真弓阪神タイガース! 開幕直前トーク祭り（サンテレビ、2009年3月29日）
- 阪神タイガース応援レッスン（GAORA、2009年4月 - 9月）
- ぶったま!（関西テレビ、2009年7月25日）
- アップ&UP!（関西テレビ、2009年7月 - 8月、9月22日）
- JK21 虎萌えアイドルへの道 （GAORA、2009年8月）
- 頑張れ、ひーやん!〜一打に懸ける野球への想い〜（GAORA、2010年1月）
- 音エモン（関西テレビ、2010年1月4日）
- Be mama TV（テレビ大阪、2010年6月5日）
- GirlsNews 〜ガールズポップ〜（Pigoo HD・エンタ!371、2010年6月 - 7月#3・7月 - 8月#4）
- GIRLS POP NEXT 2nd. （Pigoo HD・エンタ!371、2010年7月）
- 音楽特集〜JK21〜（Pigoo HD・エンタ!371、2010年7月 - 8月、2010年12月25日）
- スーパーニュースアンカー（関西テレビ、2010年8月13日）
- JK21やねん（Pigoo HD・エンタ!371、2010年8月 - 9月#1、2010年9月 - 10月#2、2010年10月 - 11月#3、2010年11月 - 12月#4）
- ズームイン!!SUPER（読売テレビ、2011年1月10日）※関西ローカル枠
- ラッキー・トリッパー Idol オン・ザ・ラン（関西テレビ、2013年4月9日 - ）

### ラジオ
- 森脇健児のサタデーミーティング（KBS京都、2008年10月18日）
- アメリカ村アイドル（Kiss-FM KOBE、2009年4月・5月）
- JK21のAnything Goes（Kiss-FM KOBE、2009年4月5日初回 - 7月26日最終）

初の冠番組。毎週日曜日18時開始の1時間公開生放送。リーダー格の城島・森崎・柊子あたりがマイク卓を囲み、背後のひな壇席に他メンバー(プチJK含む)が出演。トークに長けていた森崎が中心となって番組を進めることが多かった。番組終了までいると帰りにサイン入りiTunesカードがランダムにもらえた。
- 広澤克実とDr.イトーのレーザー交遊録!（MBSラジオ、2010年5月8日）※城島、藤井、須田
- 河田直也＆桜井一枝のうきうき土曜リクエスト!（MBSラジオ、2011年1月1日）
- 唐さん・一枝の艶歌でOH!きに（MBSラジオ、2011年1月9日）※城島、碧、田中
- 菊地亜美の1ami9（ラジオ日本、2011年9月24日）

### インターネット
- 経済産業省・中小企業庁サイト「ものづくり★プライド 注目支援施策を活用した成果事例」 - 近畿エリア代表として参加（2016年3月）[7]

### CM
- ポケムヒ (池田模範堂、2011年5月10日〜2011年7月31日)